# プリンセスサリー
プリンセスサリーは、2000年（平成12年）に農研機構作物研究所によって作られたイネ（稲）の品種。香り米品種の一つ。旧系統名は「関東172号」。「サリークイーン」と「関東150号」とを交配して育成された。

## 概要
粒型は細長粒。熟期は、関東では中生の晩。「サリークイーン」と比べると、熟期は10日程度早く、収量は10%多い。稈長は「サリークイーン」の親品種である「日本晴」と比べても5cm程度短く、縞葉枯病に対する抵抗性も有するなど、「サリークイーン」より栽培性が向上している。
香りは「Basmati370」並で、通常品種と混米することなく炊飯する全量用の品種である。アミロース含有率は「日本晴」よりやや低いものの、炊飯米の粘りは少ない。カレーやピラフなどに向く。